# 터배코 로드
《터배코 로드》(Tobacco Road)는 콜드웰의 1932년 장편소설이다. 조지아주의 백인 빈농(貧農) 지터 레스터는 담배를 재배하고 있다. 토지가 토박하여 모든 농민은 방적공장으로 들어가지만 레스터는 토지를 지킨다. 농민 일가의 탐욕과 성욕을 묘사하고, 최후에 레스터 부처는 소사(燒死)한다. 1933년에 극화(劇化)되어 7년반이란 경이적인 상연(上演)을 계속했다. 1930년대 미국사회의 불황(不況)을 줄거리로 하는 동시에, 휴머니즘과 유머가 작품의 기조를 이루고 있다.